# Rudolf Heine

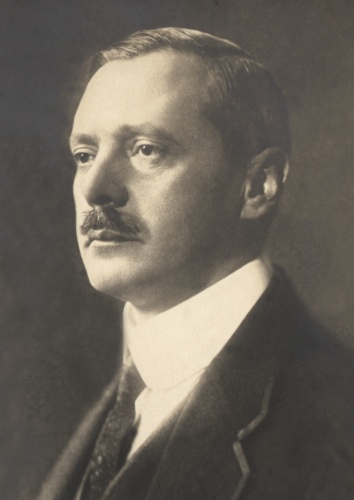
Rudolf Heine

Rudolf Heine (* 14. Dezember 1877 in Rumburg, Böhmen; † 10. Dezember 1949 in Wien) war ein österreichisch-böhmischer Eisenbahningenieur, Ministerialbeamter und Politiker (Deutschradikale Partei). Er war Abgeordneter zum Österreichischen Abgeordnetenhaus.

## Leben
Heine wurde als Sohn des Fabrikanten Valentin Franz Heine geboren. Er besuchte die Realschule in Wien und studierte danach Maschinenbau an der Technischen Hochschule Wien, wobei er sein Studium mit dem akademischen Grad Dipl.-Ing. abschloss. Während seines Studiums wurde er 1896 Mitglied der Burschenschaft Arminia Wien. Nachdem er zwischen 1900 und 1902 als Assistent an der Technischen Hochschule gearbeitet hatte, trat er im Jänner 1902 in den Baudienst der Staatsbahn ein, wobei er zunächst als Maschinenadjunkt in Görz eingesetzt war. Im August 1902 wechselte er in die Eisenbahnbaudirektion nach Wien, 1903 wurde er Tunnelingenieur in Spital am Semmering, bevor er 1904 zur Eisenbahnbauleitung Windischgarsten kam. Nach seiner Ernennung zum Maschinenkommissär kehrte er 1906 zur Eisenbahnbaudirektion nach Wien zurück, wo er 1908 zum Oberingenieur aufstieg. 1912 folgte seine Ernennung zum Baurat in der Baudirektion des Eisenbahnministeriums. Heine wurde 1914 beurlaubt und leistete ab 1915 seinen freiwilligen Kriegsdienst im Ersten Weltkrieg als Militärbaurat im Rang eines Oberstleutnant-Ingenieurs. 1918 wirkte er als Landsturm-Oberst-Ingenieur im Eisenbahnregiment. Heine arbeitete nach dem Krieg ab Februar 1919 als Baurat im österreichischen Staatsamt für Verkehrswesen und war ab August 1919 als Oberbaurat am Staatsamt für Handel und Gewerbe, Industrie und Bauten eingesetzt. Er wurde 1920 beurlaubt und war ab 1921 Oberbaurat im Bundesministerium für Verkehrswesen. 1923 wurde er pensioniert. 
Neben seinem Beruf engagierte sich Heine in der Deutschradikalen Partei. Er kandidierte bei der Reichsratswahl 1911 im Wahlbezirk Böhmen 79 und konnte sich in der Stichwahl mit 56 Prozent gegen den sozialdemokratischen Kandidaten durchsetzen (XII. Legislaturperiode). Er gehörte in der Folge zwischen dem 17. Juli 1911 und dem 12. November 1918 dem Abgeordnetenhaus an und war als Abgeordneter eines deutschsprachigen Wahlkreises vom 21. Oktober 1918 bis zum 16. Februar 1919 auch Mitglied der Provisorischen Nationalversammlung (siehe Liste).
Später war er führender Funktionär der österreichischen nationalsozialistischen Gewerkschaften.
Heine war Gauobmann von Niederösterreich, Mitglied der Hauptleitung des Vereins Südmark und Vorstandsmitglied der Zentralstelle für deutsche Schutzarbeit. Er verfasste politische Broschüren und technische Werke. Ab 1904 war er mit Elisabeth Rosalia Bernet verheiratet, wobei die Ehe kinderlos blieb.